# John Stewart-Murray, 7. Duke of Atholl

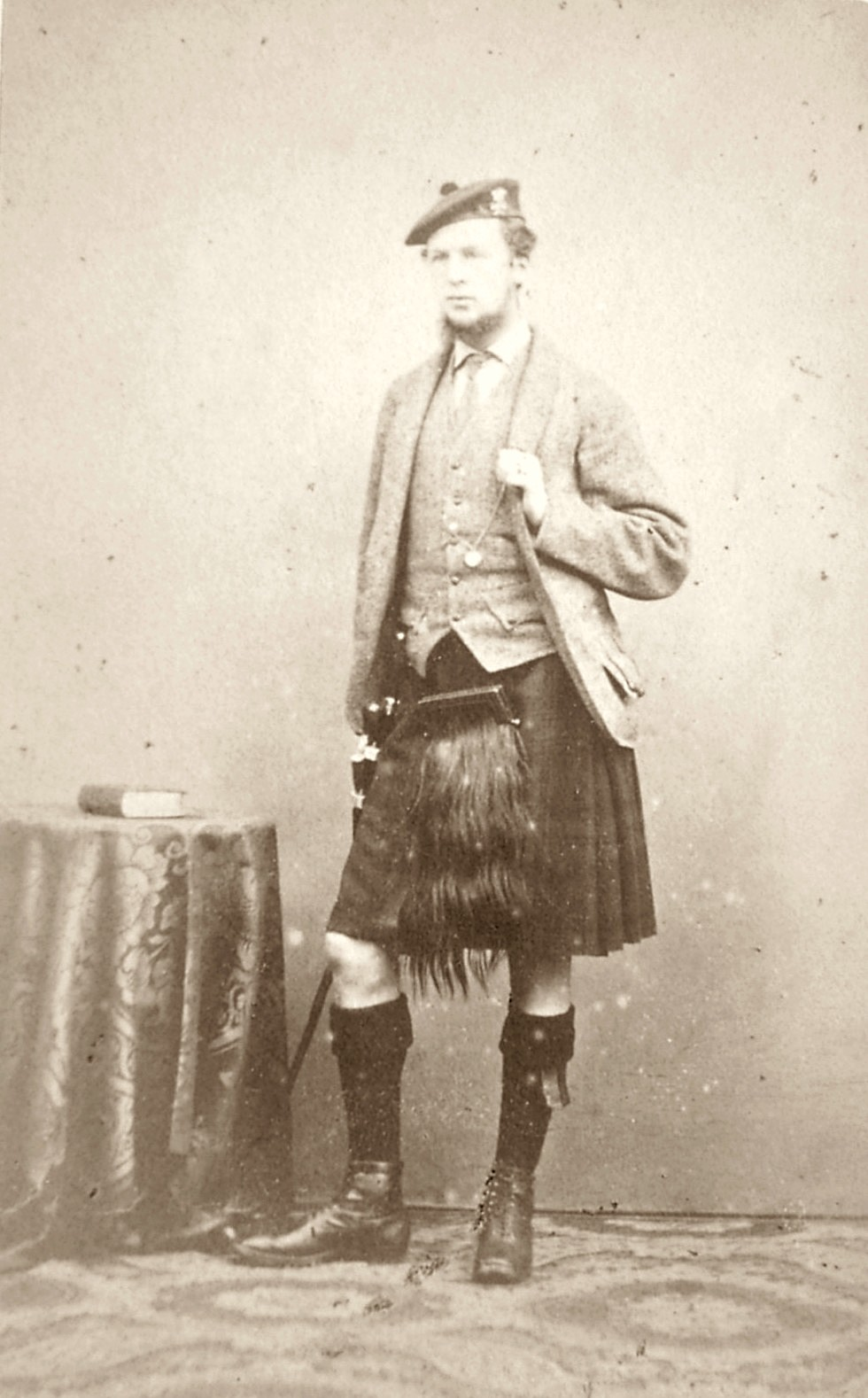
John Stewart-Murray, 7. Duke of Atholl

Wappen des John Stewart-Murray, 7. Duke of Atholl

John James Hugh Henry Stewart-Murray, 7. Duke of Atholl (* 6. August 1840; † 20. Januar 1917) war ein britischer Peer, Militär und Politiker.
Er war das einzige Kind des George Murray, 6. Duke of Atholl aus dessen Ehe mit Anne Home-Drummond, Tochter des Henry Home-Drummond, 7. Laird of Blair Drummond. Am 1. Dezember 1865 ergänzte er seinen Familiennamen Murray durch Deed poll zu Stewart-Murray.
Er besuchte von 1853 bis 1856 das Eton College und trat anschließend in die British Army ein. Er diente bei den Scots Fusilier Guards und wurde 1859 zum Lieutenant und 1864 zum Captain befördert.
Beim Tod seines Vaters am 16. Januar 1864 erbte er dessen umfangreiche Ländereien, einschließlich des Familiensitzes Blair Castle, den Adelstitel Duke of Atholl sowie weitere nachgeordnete Titel und den damit verbundenen Sitz im House of Lords, sowie die Würde des Chief des Clan Murray.
Beim kinderlosen Tod seines Großonkels mütterlicherseits Algernon Percy, 4. Duke of Northumberland erbte er am 12. Februar 1865 auch den Titel 6. Baron Percy.
1868 wurde er zum Knight Companion des Distelordens geschlagen und er erhielt 1878 das Amt des Lord Lieutenant von Perthshire. Von 1913 bis 1917 war er Kanzler des Distelordens.
Er heiratete am 29. Oktober 1863 in Moncreiffe House in Perthshire Louisa Moncreiffe (1844–1902), Tochter des Sir Thomas Moncreiffe, 7. Baronet. Mit ihr hatte er sieben Kinder:
- Lady Dorothea Louisa Stewart-Murray (1866–1937) ⚭ Maj.-Gen. Sir Harold Ruggles-Brise († 1927)
- Lady Helen Stewart-Murray (1867–1934) ⚭ David Alexander Tod
- Lady Evelyn Stewart-Murray (1868–1940)
- John Stewart-Murray, Marquess of Tullibardine (1869–1869)
- John George Stewart-Murray, 8. Duke of Atholl (1871–1942)
- Lord George Stewart-Murray (1873–1914)
- James Thomas Stewart-Murray, 9. Duke of Atholl (1879–1957)

Bei seinem Tod 1917 beerbte ihn sein Sohn John George als 8. Duke.